# Hege Veronika
Hege Veronika (Budapest, ? július 29. –) magyar színésznő.

## Életpályája
Budapesten született. 2017-ben érettségizett a Dózsa György Gimnázium és Táncművészeti Szakközépiskolában. 2017-2022 között a Kaposvári Egyetem színész szakán tanult, Bozsik Yvette és Bakos-Kiss Gábor osztályában. 2022-től a salgótarjáni Zenthe Ferenc Színház tagja, ahol egyetemi gyakorlatát is töltötte.

## Színházi szerepei

### Zenthe Ferenc Színház
- A falu rossza (Feledi Boris)
- A főszereplő (Vivien, egyetemi hallgató)
- A tanítónő (Tanítónő)
- Ágacska (Kacsa)
- Augusztus Oklahomában (Johnna Moneveta)
- Az ördög (Elza)
- Buborékok (Betti)
- Erdő (Akszjusa)
- Furfangos Péter, avagy az egér farkincája (Amália)
- IV. Henrik (Frida)
- Játszd újra, Sam! (Linda Christie)
- Káin és Ábel (Éva)
- Macskakő (Branka)
- Pokémon go (Dorka)
- Rómeó és Júlia (Júlia)
- Szépkilátás (Valéria)
- Warrenné mestersége (Vivie Warren)